# Trisegmentina
Trisegmentina es un género de protistas. 
Más concretamente, género de foraminífero bentónico de la subfamilia Fischerininae, de la familia Fischerinidae, de la superfamilia Cornuspiroidea, del suborden Miliolina y del orden Miliolida. Su especie tipo es Trisegmentina compressa. Su rango cronoestratigráfico abarca el Holoceno.

## Discusión
Clasificaciones más recientes incluyen Trisegmentina en la superfamilia Nubecularioidea.

## Clasificación
Trisegmentina incluye a las siguientes especies:
- Trisegmentina compressa
- Trisegmentina sidebottomi